# Guanidina
La guanidina è un composto cristallino con una forte alcalinità formata dall'ossidazione della guanina. È utilizzata nella produzione di plastiche ed esplosivi. È un composto molto simile all'urea ma presenta un gruppo imminico invece che uno chetonico.
Nell'urea il carbonio forma un legame doppio con l'ossigeno e un legame semplice con ciascuno dei due gruppi amminici NH2. Nella guanidina l'ossigeno è sostituito dal gruppo imminico NH, e il carbonio forma un doppio legame con l'azoto.

## Presenza in natura
La guanidina è presente in natura nell'urina, come normale prodotto del metabolismo delle proteine. In modo analogo è presente nel guano (escrementi di volatili), che le ha dato il nome e da cui può essere estratta.

## Caratteristiche fisiche
A temperatura ambiente, la guanidina è solida, ma ha un punto di fusione molto basso, 50 °C.
La guanidina è solubile in acqua e in alcool.

## Proprietà ed usi
La guanidina è un inibitore del canale del sodio (sodio-potassio ATPasi) molto potente. Per tale ragione la sua somministrazione nell'uomo può provocare blocco cardiaco e tetania muscolare.
La guanidina è il punto di partenza di numerosi composti di sintesi. Derivati molto famosi della guanidina sono la metformina e la fenformina, utilizzate come ipoglicemizzanti del diabete di tipo 2.
In biochimica è usata per lo studio delle proteine: soluzioni 3 o 6 molare (6M) sono efficacissime nello sconvolgere la struttura terziaria e secondaria delle proteine (denaturazione), provocandone immediata solubilizzazione.